# Anthony Rushe
Anthony Rushe DD (falecido em 1 de abril de 1577) foi um cónego de Windsor de 1566 a 1577 e deão de Chichester de 1570 a 1577.

## Carreira
Ele foi um estudioso na The King's School, Canterbury e educado no Magdalen College, Oxford, onde se formou BA em 1554. Ele recebeu o mestrado em 1558 em Cambridge.
Ele foi nomeado:
- Mestre da Escola do Rei, Canterbury 1561
- Capelão de Thomas Radclyffe, 3º conde de Sussex
- Reitor de Woodham Walter, Essex 1565
- Reitor de Brightling, Sussex 1565 - 1569
- Reitor de Calverton, Buckinghamshire 1566
- Capelão da Rainha Elizabeth I
- Reitor de Osgarwick, Kent 1568
- Cónego da Catedral de Canterbury 1568
- Reitor da Igreja de St Olave, Southwark 1569
- Deão de Chichester 1570-1577

Ele foi nomeado para a quarta bancada da Capela de São Jorge, no Castelo de Windsor em 1566, e ocupou essa posição até morrer em 1577. Ele foi enterrado na capela.